# 裘严生
裘严生，浙江钱塘人，是一名清朝政治人物。
裘严生曾于1735年接替杨羾天任南汇县知县一职，1736年由罗士瓒接任。